# Manshuk Mametova
Manshuk "Mansia" Zhiengalievna Mametova (em cazaque:  Мәншүк Жиенғалиқызы Мәметова, Mänşük Jïenğaliqizi Mämetova; em russo:  Маншук Жиенгалиевна Маметова, transl. Manshuk Zhiyengaliyevna Mametova; 23 de outubro de 1922 a 15 de outubro de 1943) foi uma militar e operadora de metralhadora da 100ª Brigada de Fuzileiros na 21ª Divisão de Fuzileiros de Guardas do 3º Exército de Choque, na Frente de Kalinin durante a Segunda Guerra Mundial. Ela se tornou a primeira mulher cazaque a receber o título de Heroína da União Soviética depois do Supremo Soviete postumamente conceder-lhe o título no dia 1º de Março de 1944.
Manshuk foi homenageada em poemas, canções, monumentos e até mesmo em um filme.

## Vida pregressa

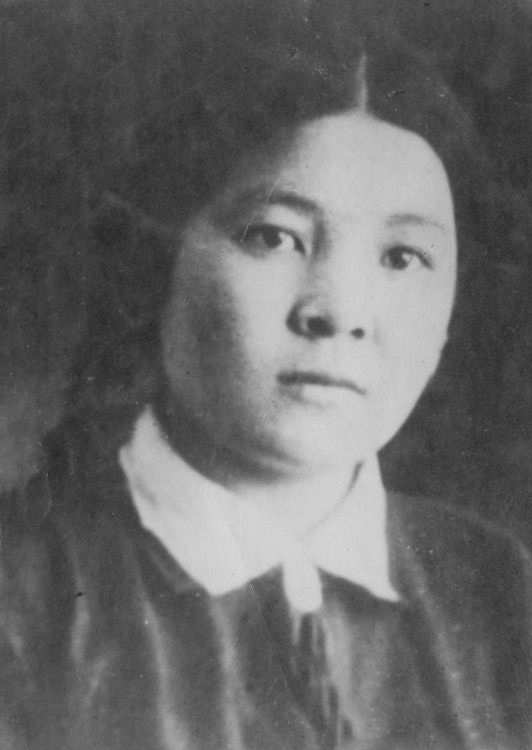
Mametova em 1937.

Manshuk nasceu em 23 de outubro de 1922 em Jiekquum, distrito de Urdinsky, província de Ural, na República Autônoma Socialista Soviética Cazaque; hoje localizada no distrito de Bokey Orda, no Cazaquistão. Seu pai Zhiengali Sherkesh e sua mãe Toyylsha a batizaram como Mansia.
Filha de um sapateiro na região dos Urais, onde hoje é o Cazaquistão, Mametova passou a infância em Alma-Ata sob os cuidados de sua tia Amina Mametova. Seus pais a deram a seus tios, que não tinham filhos; Amina e Akhmet Mametov, médicos de doenças infecciosas que pousavam durante uma viagem de negócios na casa de seus parentes. Em famílias cazaques, segundo a tradição, eles podiam transferir o filho mais velho para ser criado por parentes mais velhos, e os pais adotivos de Mansiya não puderam gerar uma criança. Seus pais biológicos consideravam que na família altamente educada dos Mametov, sua filha poderia ter uma educação decente e um futuro melhor.
A mãe adotiva de Mansia chamava sua filhinha carinhosamente de Monshak, Monshagym - minha pérola. De acordo com uma versão, a menina não conseguia pronunciar a palavra "Monshak" e ela só conseguia dizer "Manchuk", este nome foi posteriormente fixado nos documentos. Havia trabalho suficiente para médicos de doenças infecciosas naqueles anos e a família frequentemente se mudava - indo trabalhar na região de Saratov, em Mangyshlak, mais tarde Akhmet Mametov foi nomeado chefe da saúde regional em Uralsk (na casa de Ural dos Mametovs, agora o Museu Manshuk). Em meados da década de 1930, os pais mudaram-se para Alma-Ata, onde Manshuk se formou na faculdade de trabalhadores, dois cursos no instituto médico. Ela trabalhou no escritório do Conselho de Comissários do Povo da RSS do Cazaquistão, como secretária do Vice-Presidente do Conselho de Comissários do Povo.
Em 1938, Akhmet Mametov foi preso como ex-líder da ala ocidental de Alashorda durante o Grande Expurgo. Ele foi executado com um tiro logo após sua prisão, mas por muito tempo sua família não soube de seu destino. A mãe adotiva de Amina aconselhou a filha a indicar apenas os primeiros pais nos questionários: "Diga a todos que seus parentes - o pai de Zhiengali e a mãe de Toyylsha - e que eles morreram em Urda!" Mas Manshuk acreditava na inocência de seu pai e não mudou seu sobrenome, não teve medo de lutar pelo nome honesto de seu pai e escreveu três cartas a Stálin nas quais tentava provar que seu pai havia sido caluniado. Ao mesmo tempo, seu primeiro pai em Urda foi acusado de roubar grãos e logo morreu sob custódia. Mais tarde, ela se matriculou no instituto médico de Alma-Ata para treinamento adicional. Manshuk Mametova planejava visitar Moscou e ver o desfile de ginástica. Ela sonhava em caminhar na Praça Vermelha, visitar o mausoléu e ver o relógio da Torre Spassky do Kremlin.
Após a invasão alemã da União Soviética, ela tentou ingressar no Exército Vermelho e, após ser rejeitada, continuou o treinamento médico e aprendeu a usar uma arma.

## Carreira militar

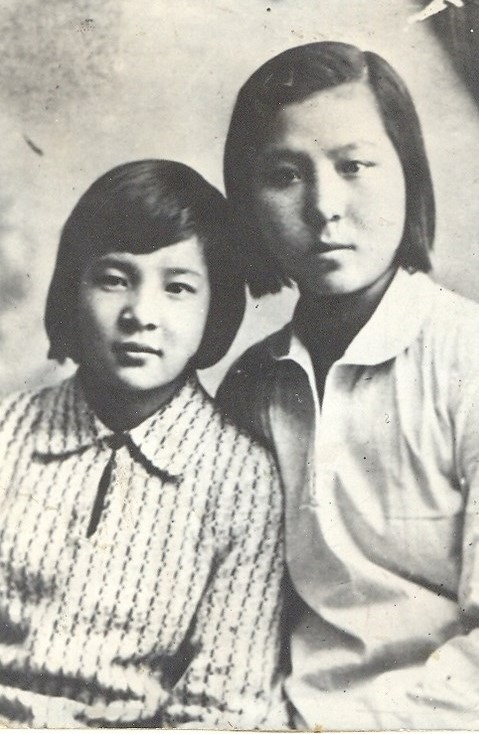
Manshuk Mametova (à esquerda), com sua amiga B. Diyarova em Uralsk (atual Oral), 1932.

Depois de pedir persistentemente para ingressar no exército, apesar de ter sido repetidamente rejeitada, Mametova acabou sendo aceita no Exército Soviético em setembro de 1942 para trabalhar como escriturária em um quartel-general antes de ser enviada para trabalhar como enfermeira em um hospital de campanha, apesar de seu pedido para ser designada para uma unidade de fuzileiros. Manshuk Mametova conseguiu se tornar enfermeira, telefonista e telegrafista, mas sonhava em ser operadora de metralhadora.
Enquanto trabalhava como enfermeira, ela continuou seu treinamento no uso de uma metralhadora Maxim sob a tutela de um experiente metralhador. Em uma competição com outros metralhadores da unidade, a jovem cazaque atingiu o primeiro lugar. O comandante do batalhão ficou tão impressionado com suas habilidades no tiro, que a promoveu ao posto de sargento-mor (Старший сержант / Stárshiy serzhán) e a colocou no comando de uma equipe de metralhadora; permitindo que ela fosse transferida para a 100ª Brigada de Fuzileiros, frequentemente chamada de 100ª Brigada de Fuzileiros do Cazaquistão porque 86% de seus soldados eram cazaques. Essa brigada fazia parte da 21ª Divisão de Fuzileiros de Guardas, do 3º Exército de Choque.
Durante a guerra ela nunca se desfez de sua arma e conquistou o respeito dos demais soldados de sua divisão após seu batismo de fogo, durante o qual atraiu soldados inimigos para se aproximarem antes de abrir fogo contra eles com sua metralhadora.
O nome de Manshuk era freqüentemente mencionado em jornais da linha de frente habilidade e coragem extraordinários. Durante a guerra, ela se apaixonou por outro metralhador, Nurken Khusainov, mas apenas contou a um amigo sobre seus sentimentos. Ela era candidata a membro do Partido Comunista.

### Batalha final
Mametova distinguiu-se em 15 de outubro de 1943 em Nével, uma antiga cidade próxima à fronteira da Bielo-Rússia. Depois que as forças soviéticas retomaram a localidade, os alemães desencadearam uma série de contra-ataques. Em uma colina estratégia, combates ferozes se desenvolveram. Quando a sua equipe foi toda morta, Manshuk continuou lutando sozinha apesar da barragem de morteiros caindo sobre a sua posição, rastejando por três postos de metralhadora. Ela nocauteada e ferida gravemente na cabeça, mas recobrou a consciência e moveu a metralhadora para outra posição.
Os alemães começaram a assaltar colina acima, desesperadamente tentando silenciar o fogo mortífero do posto de metralhadora com armas portáteis e granadas; sofrendo pesadas baixas no processo. Mametova continuou disparando, quase à queima-roupa, mas era impossível parar o assalto que continuava sendo lançado com onda após onda. Segundo os soviéticos, ela matou mais de 70 combatentes inimigos em sua batalha final. Seu corpo foi descoberto depois pelas forças soviéticas quando conseguiram expulsar as forças alemãs e ela foi enterrada em Nével, onde foi instalado um monumento dedicado à sua bravura.

## Reconhecimento e memória

A estátua de Manshuk Mametova em Oral, no Cazaquistão.

Depois de seu sacrifício, Mametova recebeu postumamente o título de Heroína da União Soviética em 1º de Março de 1944, de depois que os sobreviventes soviéticos da batalha contaram sobre sua bravura. Mesmo décadas após o fim da guerra, o nome de Manshuk "Mansia" Mametova ainda é relembrado na sua terra natal durante as comemorações do Dia da Vitória. Ela e a atiradora de elite Aliya Moldagulova foram as únicas mulheres cazaques a se tornarem heroínas da União Soviética e permanecem altamente reverenciadas no Cazaquistão e na Rússia. Uma estátua de Mametova foi construída em Oral, mas foi reformada em 2015 para incluir Aliya Moldagulova e a piloto Khiuaz Dospanova; o monumento foi rebatizado de "Gloriosas filhas do povo cazaque".

Mametova se tornou uma das heroínas mais reverenciadas da União Soviética, com poemas, um museu e canções dedicadas a ela, demonstrando-a como um modelo de soldado que se recusou a recuar. Em 1969, o filme soviético "Pesn o Manshuk" ("Canção de Manshuk") retratou sua vida na guerra, com a atriz Natalya Arinbasarova fazendo o papel da heroína. Muitas ruas e escolas em Almaty, Nevel, Oral e outras cidades receberam seu nome, incluindo a Faculdade de Humanidades Manshuk Mametova. O retrato de Mametova apareceu em vários selos do Cazaquistão e em uma capa postal da União Soviética.

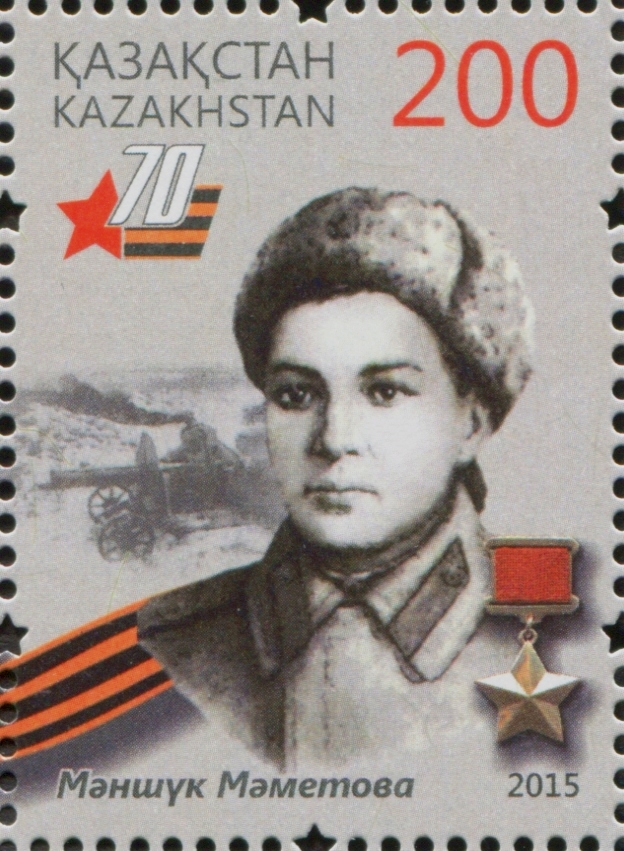
Selo de 2015 do Cazaquistão apresentando Manshuk Mametova.
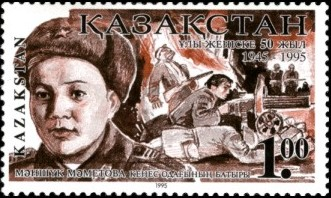
Selo de 1995 do Cazaquistão apresentando Manshuk Mametova.
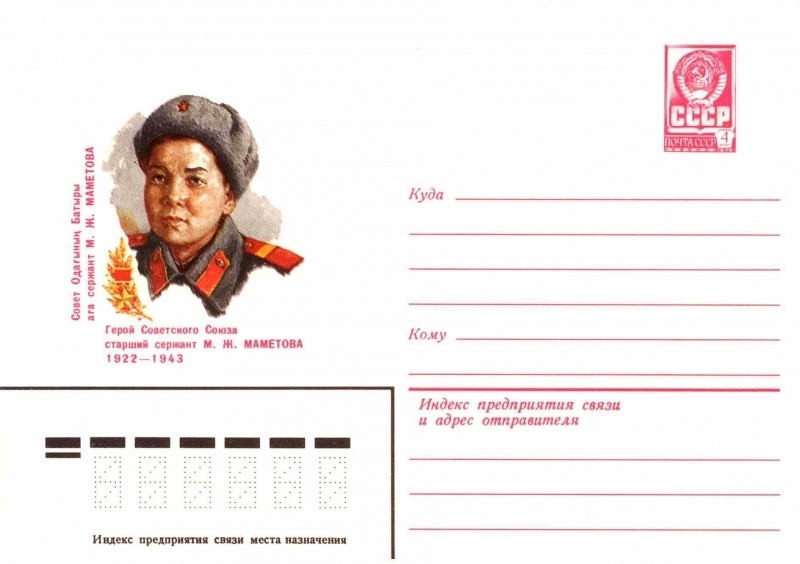
Envelope postal soviético com retrato de Manshuk Mametova.
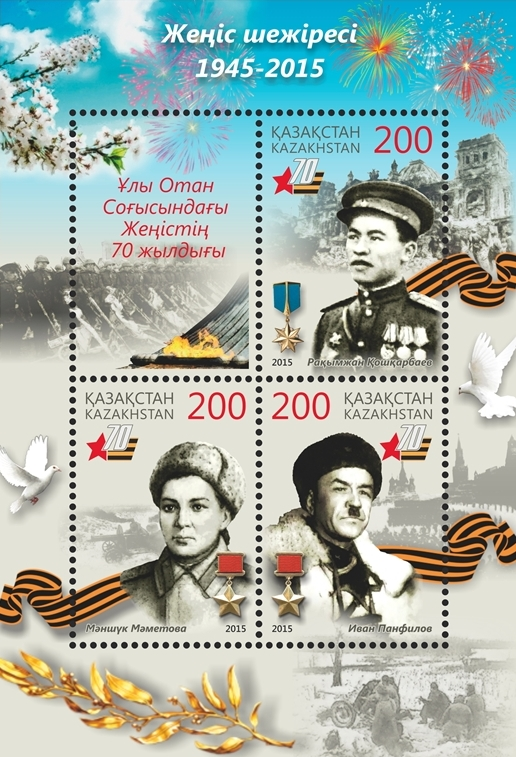
Folha de selos do Cazaquistão dedicada aos 70 anos da vitória na Segunda Guerra Mundial, incluindo Manshuk Mametova.